# Freddie Mac
De Federal Home Loan Mortgage Corporation (FHLMC), beter bekend als Freddie Mac, is een bedrijf uit de Verenigde Staten dat voornamelijk financiële diensten levert aan hypotheeknemers.

## Activiteiten
Freddie Mac is een grote speler op de markt van gesecuritiseerde hypotheekleningen. Het koopt hypotheekleningen op van banken en andere verstrekkers. Een deel hiervan wordt gehouden en de rentemarge draagt bij aan de winst van het bedrijf. Het resterende deel wordt gebundeld in pakketten en verkocht op de kapitaalmarkt aan andere beleggers met een garantie van Freddie Mac. In ruil voor die garantie vraagt het bedrijf een soort verzekeringspremie, en dat is een andere bron van inkomsten.
In 2024 nam Freddy Mac voor US$ 411 miljard aan hypotheken over, dit correspondeerde met ongeveer 1,6 miljoen huizen. Per jaareinde 2024 was het balanstotaal US$ 3387 miljard en Freddy Mac had ongeveer een kwart van de Amerikaanse markt voor dit soort producten in handen. De rente-inkomsten in dat jaar bedroegen US$ 118 miljard en daar stonden rentekosten tegenover van US$ 98 miljard. In 2024 rapporteerde het een winst van US$ 12 miljard, maar na aftrek van het dividend op preferente aandelen, resteerde een winst voor gewone aandeelhouders van US$ 5 miljoen. Per 31 december 2024 had het een eigen vermogen van bijna US$ 60 miljard.
De aandelen van Freddy Mac stonden genoteerd aan de New York Stock Exchange. Als een gevolg van de kredietcrisis daalde de waarde van de aandelen sterk en werd de beursnotering beëindig in 2010. De gewone aandelen worden sindsdien verhandeld op de Over-the-Counter Bulletin Board, een weinig liquide markt voor aandelentransacties. Sinds 1 januari 2025 is de koers bijna verdrievoudigd, van ongeveer US$ 2,4 en naar US$ 6,7 in augustus 2025.

## Geschiedenis
Van 1938 tot 1968 monopoliseerde de Federal National Mortgage Association (Fannie Mae), die destijds een overheidsinstelling was, de secundaire hypotheekmarkt in de Verenigde Staten. In 1968 werd Fannie Mae geprivatiseerd om het federale budget in evenwicht te brengen. Freddie Mac werd opgericht als een soort privébedrijf, een zogenaamde Government-Sponsored Enterprise (GSE), om concurrentie te bieden in de secundaire hypotheekmarkt en om het monopolie van Fannie Mae te doorbreken.

### Curatele
Tijdens de kredietcrisis werd op 7 september 2008 het bedrijf, en sectorgenoot Fannie Mae, door de Amerikaanse overheid onder curatele geplaatst. De leiding van het bedrijf werd overgenomen door de Federal Housing Finance Agency. Directeur Richard Syron werd ontslagen. Deze stappen werden genomen naar aanleiding van een rapport van Morgan Stanley in opdracht van de Amerikaanse Minister van Financiën. Uit dit rapport bleek dat het bedrijf, na herbeoordeling van de financiële positie, niet over het voorgeschreven eigen vermogen beschikte.
In 2013 verbeterden de posities van zowel Freddie Mac als Fannie Mae aanzienlijk. Freddie Mac moet nog ongeveer de helft van de US$ 72 miljard aan staatssteun terugbetalen en verwacht een groot deel hiervan in het tweede kwartaal van 2013 te kunnen inlossen. In augustus 2013 betaalde het bedrijf de overheid een dividend van 4,4 miljard dollar.
In augustus 2025 kwam naar buiten dat de regering Trump diverse Amerikaanse banken heeft benaderd voor plannen om de aandelen van Freddy Mac, en Fannie Mae, terug naar de beurs te brengen. Beide bedrijven zouden in totaal een beurswaarde hebben van ongeveer US$ 500 miljard. Voor het jaareinde van 2025 zou deze privatisering gerealiseerd moeten zijn.